# 佐﨑元
佐﨑 元（さざき げん、1965年 - ）は、日本の工学者。北海道大学教授。専門は結晶成長学。

## 略歴
1984年  兵庫県立篠山鳳鳴高等学校卒。1989年  大阪市立大学工学部応用化学科卒。1991年  同大学大学院修士課程修了。1994年  同大学院博士課程修了、博士（工学）。
1994年  東北大学金属材料研究所 助手。2001年  東北大学金属材料研究所 講師。
2003年  第1回日本マイクログラビティ応用学会奨励賞 受賞。
2007年  大阪大学大学院工学研究科 特任教授。
2007年 - Laboratorio de Estudios Cristalograficos, Instituto Andaluz de Ciencias de la Tierra, Consejo Superior de Investigaciones Cientificas, Granada, Spain, Investigado Contrato
2008年  北海道大学低温科学研究所 准教授。2008年  科学技術振興機構さきがけ研究 (PRESTO)研究員（兼任）。
2009年  日本結晶成長学会第26回論文賞 受賞。
2012年  北海道大学低温科学研究所 教授。2014年 - 中国科学院力学研究所 国家微重力実験室 客員教授（兼任）。